# Acquaintance
 (juin 2013).
Si vous disposez d'ouvrages ou d'articles de référence ou si vous connaissez des sites web de qualité traitant du thème abordé ici, merci de compléter l'article en donnant les références utiles à sa vérifiabilité et en les liant à la section « Notes et références ».
Acquaintance est un terme de la langue anglaise utilisé par Bertrand Russell pour définir un certain type de connaissance, la « knowledge by acquaintance », traduit habituellement en français par connaissance directe. Jean-Michel Roy a utilisé le mot « accointance » dans sa traduction en français du manuscrit de 1913 sur la théorie de la connaissance.
Ce type de connaissance s'oppose à la connaissance par description (« knowledge by description »).

## Connaissance directe
Pour être pleinement justifié dans une croyance en la vérité d'une proposition, nous ne devons pas seulement connaître tel fait ou réalité qui donne sa vérité à la proposition, nous devons également avoir une connaissance directe avec la relation de correspondance qui existe entre cette proposition et le fait désigné. Cela veut dire que la justification d'une croyance dépend simplement d'un fait : par exemple, « la neige est blanche ». Cette connaissance est directe et immédiate, elle n'est pas le fruit d'une inférence mais découle simplement d'une sensation.

## Connaissance par description
En revanche, quand il n'y a pas une telle relation de connaissance, comme la connaissance de l'assassinat de César - que nous ne connaissons pas directement, Russell parle de connaissance par description. Dans ce cas, nous ne sommes pas entièrement justifiés dans notre croyance en la vérité d'une proposition.